# Will van Woerkum
Wilhelmus (Will) van Woerkum (Eersel, 27 augustus 1951) is een Nederlands voormalig voetballer die uitkwam voor PSV, KVV Overpelt fabriek, KFC Winterslag en Berchem Sport.
In 1972 ging Van Woerkum voor het Belgische KVV Overpelt fabriek te gaan spelen. In 1973-1974 werd hij vice-topschutter in derde A en in 1974-1975 en 1975-1976 topschutter in derde klasse B, waarop hij een transfer maakte naar KFC Winterslag, dat met het kampioenschap promotie afdwong naar de eerste klasse.
In het seizoen 1981/82 kwam Van Woerkum met Winterslag uit in het UEFA-cuptoernooi. Het schakelde daarin het Noorse Bryne FK en het grote Engelse Arsenal FC uit, om vervolgens te stranden in de achtste finale tegen Dundee United uit Schotland.